# Charlton Athletic WFC
Charlton Athletic WFC är en engelsk damfotbollsklubb från London som spelar i Premier League. Klubben är en av de mest framgångsrika engelska klubbarna på damsidan och har bland annat vunnit ligan 3 gånger.

## Placering tidigare säsonger
| Säsong  | Nivå | Liga                    | Placering | Referens | Notering |
| ------- | ---- | ----------------------- | --------- | -------- | -------- |
| 2018/19 | 2    | FA Women's Championship | 3         | [ 1 ]    |          |
| 2019/20 | 2    | FA Women's Championship | 11        | [ 2 ]    |          |
| 2020/21 | 2    | FA Women's Championship | 8         | [ 3 ]    |          |
| 2021/22 | 2    | FA Women's Championship | 5         | [ 4 ]    |          |
| 2022/23 | 2    | FA Women's Championship | 4         | [ 5 ]    |          |
| 2023/24 | 2    | FA Women's Championship | 2         | [ 6 ]    |          |
| 2024/25 | 2    | FA Women's Championship | 3         | [ 7 ]    |          |
| 2025/26 | 2    | FA Women's Championship |           |          |          |